# Саджидское вторжение в Грузию
Вторжение Эмирата Саджидов на территорию Грузии, с целью установить мусульманскую гегемонию на Южном Кавказе.Являлась последней попыткой перед нашествием Сельджуков.Не смотря на военные успехи, Саджидам не удалось достичь своих целей. В скором времени они были вынуждены отступить с грузинских земель, чему поспособствовало упорное сопротивление населения.

## Ход событий
Юсуф ибн Абу-с-Садж известный также под именем Абу-л-Касим начал поход на грузинские земли в 914 году с цель укрепить арабскую и мусульманскую власть на этих землях. Сперва он дошел до Тбилиси, откуда он повернул в сторону Кахетии, осадив крепости Уджарма и Бочорма.Позднее, был заключен мир с правителем Кахетии Квирике, которому была возвращена крепость Уджарма. Затем войска саджидов двинулись на Картли опустошив её, дойдя до крепости Уплисцихе.Затем саджиды двинулись на Месхети, однако не сумели взять крепость Тмогви.По дороге мусульманское войско осадило крепость Квели.Защитники крепости оказывали упорное сопротивление. Осада длилась 28 дней. Обороной руководил Гоброн, который вместе с 133 воинами попал в плен, где позже был казнен за отказ отречься от своей веры. Впоследствии все 133 воина во главе с Гоброном были причислены к лику мучеников Грузинской православной церкви.Несмотря на военные успехи,Абу л’Касим не сумевший добиться своих целей, был вынужден отступить.

## Поход 918—923
В грузинских летописях также упоминается поход между 918 и 923 годами. В ходе данного похода была взята Мцхета.Однако в мусульманских источниках нет информации об этом походе